# Andreas Walzer
Andreas Walzer (ur. 20 maja 1970 w Homburg) – niemiecki kolarz torowy i szosowy, mistrz olimpijski oraz dwukrotny medalista torowych mistrzostw świata.

## Kariera
Pierwszy sukces w karierze Andreas Walzer osiągnął w 1989 roku, kiedy zdobył złoty medal mistrzostw kraju w indywidualnym wyścigu na dochodzenie. Rok później, podczas mistrzostw świata w Maebashi w 1990 roku wspólnie z Michaelem Glöcknerem, Stefanem Steinwegiem i Erikiem Weispfennigiem wywalczył srebrny medal w drużynowym wyścigu na dochodzenie. W tej samej konkurencji razem z Glöcknerem, Steinwegiem i Jensem Lehmannem zwyciężył na mistrzostwach świata w Stuttgarcie w 1991 roku. W takim składzie Niemcy byli najlepsi również na igrzyskach olimpijskich w Barcelonie w 1992 roku. Ponadto Walzer wraz z Christianem Meyerem, Uwe Peschelem i Michaelem Richem zdobył srebrny medal w drużynowej jeździe na czas na szosowych mistrzostwach świata w Oslo w 1993 roku. Wielokrotnie zdobywał medale mistrzostw Niemiec, zarówno w kolarstwie torowym jak i szosowym.